# Daniels (directores)
Daniel Kwan (en chino, 關家永; Pinyin: Guān jiāyǒng) y Daniel Scheinert, conocidos colectivamente como Daniels, son un dúo de directores de cine y escritores estadounidenses. Comenzaron su carrera como directores de videos musicales, incluyendo el popular DJ Snake promocional para el sencillo "Turn Down for What" (2013). Desde entonces, se han aventurado en el cine, habiendo escrito y dirigido la comedia dramática surrealista Swiss Army Man (2016) y la comedia dramática absurda de acción y ciencia ficción Everything Everywhere All at Once (2022), la última de las cuales se convirtió en la película más taquillera de A24 de todos los tiempos.

## Carreras
Kwan y Scheinert se conocieron cuando ambos estudiaban cine en el Emerson College de Boston. Fueron a la universidad con Sunita Mani, quien protagonizó con Kwan el video musical de "Turn Down for What".
Desde 2011, el dúo ha dirigido videos musicales para artistas como Foster the People, The Shins y Tenacious D. En 2018, Kwan cofundó el grupo We Direct Music Videos (WDMV), descrito como "una comunidad global de directores de videos musicales comprometidos con prácticas laborales de dirección sostenibles".
En 2016, el dúo se expandió a largometrajes, escribiendo y dirigiendo Swiss Army Man, protagonizada por Paul Dano y Daniel Radcliffe, que recibió críticas positivas, además de que el dúo ganó el premio a la dirección en el Festival de Cine de Sundance de 2016.
Desde entonces, Daniels ha acumulado varios créditos como director de televisión, incluidos Awkwafina Is Nora de Queens, Legion (solo Kwan) y On Becoming a God in Central Florida (solo Scheinert). Daniels se adjuntó como directores en una futura adaptación televisiva de Cat's Cradle de Kurt Vonnegut, que estaba siendo desarrollada por Noah Hawley, pero el proyecto no fue aceptado.
El dúo anunció en 2017 que escribirían, dirigirían y producirían una película de ciencia ficción, producida por los hermanos Russo. Everything Everywhere All at Once, protagonizada por Michelle Yeoh, Stephanie Hsu, Ke Huy Quan, James Hong y Jamie Lee Curtis, se estrenó en marzo de 2022 con gran éxito de crítica.
A partir de 2022, Daniels firmó un contrato de televisión de primera vista con A24. Ese mismo año, también firmaron un contrato cinematográfico de 5 años con Universal Pictures.

## Vidas personales
Kwan nació en Westborough, Massachusetts. Está casado con la cineasta y animadora Kirsten Lepore.
Scheinert nació y creció en Birmingham, Alabama. Asistió a la Escuela Primaria y Secundaria Oak Mountain, y fue estudiante del programa de Bachillerato Internacional en la Escuela Secundaria Shades Valley.

## Filmografía

### Cortometrajes
| Año  | Título                                             | Director | Escritor | Notas |
| ---- | -------------------------------------------------- | -------- | -------- | ----- |
| 2009 | Swingers                                           |          |          |       |
| 2010 | Puppets                                            |          |          |       |
| 2011 | My Best Friend's Wedding/My Best Friend's Sweating | Sí       | Sí       |       |
| 2014 | Possibilia                                         | Sí       | Sí       |       |
| 2016 | Interesting Ball                                   | Sí       | Sí       |       |

Scheinert solamente
| Año  | Título        | Director | Escritor |
| ---- | ------------- | -------- | -------- |
| 2007 | I'm Nostalgic | Sí       | No       |
| 2008 | Trust         | Sí       | Sí       |

### Largometrajes
| Año  | Título                            | Director | Escritor | Productor |
| ---- | --------------------------------- | -------- | -------- | --------- |
| 2016 | Swiss Army Man                    | Sí       | Sí       | No        |
| 2022 | Everything Everywhere All at Once | Sí       | Sí       | Sí        |

Sólo Scheinert
| Año  | Título                 | Director | Productor | notas                                                                  |
| ---- | ---------------------- | -------- | --------- | ---------------------------------------------------------------------- |
| 2019 | The Death of Dick Long | Sí       | Sí        | También interpretó a Dick Long; También interpretó "It's Been a While" |

### Televisión
| Año  | Título                                  | Director | Posproducción | Episodio           |
| ---- | --------------------------------------- | -------- | ------------- | ------------------ |
| 2013 | NTSF:SD:SUV::                           | Sí       |               | "Comic Con Air"    |
| 2013 | NTSF:SD:SUV::                           | Sí       |               | "Wreck the Malls"  |
| 2013 | Childrens Hospital                      | Sí       |               | "Coming and Going" |
| 2013 | Infomercials (especiales de televisión) | Sí       |               | "¡Broomshakalaka!" |
| 2020 | Awkwafina Is Nora from Queens           | Sí       |               | "Grandma & Chill"  |
| 2023 | Star Wars: Skeleton Crew                |          | Sí            |                    |

Solo Kwan
| Año  | Título | Director | Escritor | Episodio      |
| ---- | ------ | -------- | -------- | ------------- |
| 2019 | Legión | Sí       | No       | "Capítulo 23" |

Scheinert solamente
| Año  | Título                               | Episodio       |
| ---- | ------------------------------------ | -------------- |
| 2019 | On Becoming a God in Central Florida | "Many Masters" |

### Videos musicales
| Año  | Título                            | Artista              | Notas |
| ---- | --------------------------------- | -------------------- | ----- |
| 2011 | "Simple Math"                     | Manchester Orchestra |       |
| 2011 | "Houdini"                         | Foster the People    |       |
| 2011 | "Don't Stop (Color on the Walls)" | Foster the People    |       |
| 2012 | "My machines"                     | Battles              |       |
| 2012 | "Simple Song"                     | The Shins            |       |
| 2012 | "Rize of the Fénix"               | Tenacious D          |       |
| 2013 | "Cry Like a Ghost"                | Passion Pit          |       |
| 2013 | "Turn Down for What"              | DJ Snake y Lil Jon   |       |
| 2014 | "Tongues"                         | Joywave              |       |
| 2017 | "The Sunshine"                    | Manchester Orchestra |       |
| 2017 | "The Alien"                       | Manchester Orchestra |       |

### Premios y nominaciones
Premios Óscar
| Año  | Categoría            | Película                          | Resultado |
| ---- | -------------------- | --------------------------------- | --------- |
| 2023 | Mejor película       | Everything Everywhere All at Once | Ganador   |
| 2023 | Mejor director       | Everything Everywhere All at Once | Ganador   |
| 2023 | Mejor guion original | Everything Everywhere All at Once | Ganador   |

Premios Globos de Oro
| Año  | Categoría                          | Película                          | Resultado |
| ---- | ---------------------------------- | --------------------------------- | --------- |
| 2023 | Mejor película - Comedia o musical | Everything Everywhere All at Once | Nominados |
| 2023 | Mejor director                     | Everything Everywhere All at Once | Nominados |
| 2023 | Mejor guion                        | Everything Everywhere All at Once | Nominados |